# 하동 쌍계사 석등
하동 쌍계사 석등(河東 雙磎寺 石燈)은 경상남도 하동군 화개면, 쌍계사에 있는 신라의 석등이다. 
1972년 2월 12일 경상남도의 유형문화재 제28호 쌍계사 석등으로 지정되었다가, 2018년 12월 20일 현재의 명칭으로 변경되었다.

## 개요
지리산의 남쪽기슭에 자리한 쌍계사의 경내에 서 있는 8각 석등이다. 원래는 3단으로 이루어진 받침 위에 불을 밝혀두는 화사석(火舍石)을 올리고 지붕돌을 덮은 후 머리장식을 얹었을 모습이나, 지금은 화사석과 지붕돌이 없어진 상태이다.
아래받침돌에는 복련(覆蓮:엎어놓은 연꽃무늬)을 둘렀고 윗받침돌에는 아래와 대칭되는 앙련(仰蓮:솟은 연꽃무늬)을 조각하였다. 가운데기둥은 가늘고 길며 중간이 부러져 있던 것을 나중에 맞추어 놓았다. 화사석과 지붕돌이 없어진 자리에는 꼭대기에 있던 머리장식만 놓여 있어서 낮은 받침위로 복발(覆鉢:엎어놓은 그릇모양장식), 보주(寶珠:연꽃봉오리모양의 장식) 등이 남아 있다.
석등의 화사석, 지붕돌이 없어 본래의 모습을 알 수 없으나, 가운데기둥의 단조로움과 위·아래받침돌에 새긴 세련된 연꽃무늬 조각으로 보아 통일신라시대의 작품으로 짐작된다.

## 참고 자료
- 하동 쌍계사 석등 - 국가유산청 국가유산포털